# Telma Monteiro
Telma Alexandra Pinto Monteiro (Lisboa, 27 de diciembre de 1985) es una deportista portuguesa que compite en judo.
Participó en cinco Juegos Olímpicos de Verano, entre los años 2004 y 2020, obteniendo una medalla de bronce en Río de Janeiro 2016, en la categoría de –57 kg. En los Juegos Europeos consiguió tres medallas, oro en Bakú 2015 (–57 kg) y dos en Minsk 2019, plata en equipo mixto y bronce en –57 kg.
Ganó cinco medallas en el Campeonato Mundial de Judo entre los años 2005 y 2014, y quince medallas en el Campeonato Europeo de Judo entre los años 2004 y 2021.
Fue la abanderada de Portugal en la ceremonia de apertura de los Juegos de Londres 2012 y Tokio 2020.

## Palmarés internacional
| Juegos Olímpicos   | Juegos Olímpicos        | Juegos Olímpicos  | Juegos Olímpicos |
| Año                | Lugar                   | Medalla           | Categoría        |
| ------------------ | ----------------------- | ----------------- | ---------------- |
| 2016               | Río de Janeiro (Brasil) | Medalla de bronce | –57 kg           |
| Campeonato Mundial |                         |                   |                  |
| Año                | Lugar                   | Medalla           | Categoría        |
| 2005               | El Cairo (Egipto)       | Medalla de bronce | –52 kg           |
| 2007               | Río de Janeiro (Brasil) | Medalla de plata  | –52 kg           |
| 2009               | Róterdam (Países Bajos) | Medalla de plata  | –57 kg           |
| 2010               | Tokio (Japón)           | Medalla de plata  | –57 kg           |
| 2014               | Cheliábinsk (Rusia)     | Medalla de plata  | –57 kg           |
| 2015               | Astaná (Kazajistán)     | Medalla de bronce | –70 kg           |
| Juegos Europeos    |                         |                   |                  |
| Año                | Lugar                   | Medalla           | Categoría        |
| 2015               | Bakú (Azerbaiyán)       | Medalla de oro    | –57 kg           |
| 2019               | Minsk (Bielorrusia)     | Medalla de plata  | Equipo mixto     |
| 2019               | Minsk (Bielorrusia)     | Medalla de bronce | –57 kg           |
| Campeonato Europeo |                         |                   |                  |
| Año                | Lugar                   | Medalla           | Categoría        |
| 2004               | Bucarest (Rumania)      | Medalla de bronce | –52 kg           |
| 2005               | Róterdam (Países Bajos) | Medalla de bronce | –52 kg           |
| 2006               | Tampere (Finlandia)     | Medalla de oro    | –52 kg           |
| 2007               | Belgrado (Serbia)       | Medalla de oro    | –52 kg           |
| 2009               | Tiflis (Georgia)        | Medalla de oro    | –57 kg           |
| 2010               | Viena (Austria)         | Medalla de bronce | –57 kg           |
| 2011               | Estambul (Turquía)      | Medalla de plata  | –57 kg           |
| 2012               | Cheliábinsk (Rusia)     | Medalla de oro    | –57 kg           |
| 2013               | Budapest (Hungría)      | Medalla de bronce | –57 kg           |
| 2014               | Montpellier (Francia)   | Medalla de bronce | –57 kg           |
| 2015               | Bakú (Azerbaiyán)       | Medalla de oro    | –57 kg           |
| 2018               | Tel Aviv (Israel)       | Medalla de bronce | –57 kg           |
| 2019               | Minsk (Bielorrusia)     | Medalla de bronce | –57 kg           |
| 2020               | Praga (República Checa) | Medalla de plata  | –57 kg           |
| 2021               | Lisboa (Portugal)       | Medalla de oro    | –57 kg           |